# Leonce e Lena
Leonce e Lena (Leonce und Lena - Ein Lustspiel) è una commedia in tre atti di Georg Büchner, scritta nel 1836.

## Trama
Leonce, principe ereditario, per sfuggire al matrimonio con una principessa sconosciuta decide di fuggire con il suo valletto, Valerio. La principessa, Lena, anch'essa poco desiderosa del matrimonio, fugge egualmente con la sua governante. Egli non vuole rientrare nei ranghi, lei rifiuta un'unione guidata dalla Ragion di Stato.
Le loro fughe e i loro destini si incrociano tra sogno e realtà, in un'atmosfera notturna e fantastica dove si intrecciano il desiderio di amore e quello di morte. L'indomani, senza aver scoperto il loro reciproco legame, tornano separatamente nel castello del padre di Leonce dove  deve svolgersi il matrimonio. Leonce e Lena finiranno per sistemarsi ciascuno nel ruolo che era stato assegnato, continuando ad ignorare tutto l'uno dell'altra.
Solo l'indomani scoprono stupefatti chi è l'altro. Viene celebrato il matrimonio con gioia perché Leonce e Lena sono innamorati l'uno dell'altra.

## La filosofia dell'opera
Nel corso di tutta l'opera i dialoghi tra Leonce e Valerio, per esempio sull'utilità della vita e sul modo di guadagnarsela ("Chi lavora è un cretino", dichiarano i protagonisti), ci fa ridere e riflettere insieme.
Leonce e Lena è una commedia aristocratica che tratta (in realtà) di temi ben più gravi come le diseguaglianze sociali e ci lascia ridere davanti ai giovani annoiati che hanno la sola preoccupazione di "passare il tempo".
Il dialogo tra Valerio e Leonce all'inizio dell'opera (Atto 1, scena 1) è vicinissimo a quello tra Fantasio e Spark (in Fantasio di Alfred de Musset scritto due anni prima.

## Rappresentazioni
- 1895: Monaco di Baviera, regia di Ernst von Wolzogen
- 1963: Münchner Kammerspiele, Monaco, regia di Fritz Kortner
- 1995: Film di Michael Klemm per la One World Production
- 2003: Berliner Ensemble, Berlino, regia di Robert Wilson, musica di Herbert Grönemeyer, con Stefan Kurt e Nina Hoss
- 2007: Mariaberger Heime e Theater Lindenhof Melchingen, regia di Oliver Moumouris e Stefan Hallmayer
- 2007: Théâtre National de Chaillot
- 2013: Wuppertaler Bühnen, regia di Marcus Lobbes[1]